# Paraleyrodes citri
Paraleyrodes citri là một loài côn trùng cánh nửa trong họ Aleyrodidae, phân họ Aleurodicinae.
Paraleyrodes citri được Bondar miêu tả khoa học đầu tiên năm 1931.